# Ultimatum de l'Union soviétique à la Lituanie

Comparaison des changements territoriaux prévus et effectifs prévu par le pacte Molotov-Ribbentrop (cliquez sur l'image pour une meilleure résolution). La sphère d'influence soviétique et les acquisitions territoriales soviétiques sont en orange.

Avant les douze coups de minuit du 14 juin 1940, l'Union soviétique lança un ultimatum à la Lituanie. Les Soviétiques, en utilisant un prétexte formel, exigèrent qu’il soit permis à un nombre indéterminé de soldats soviétiques d’entrer sur le territoire lituanien et de former un nouveau gouvernement pro-soviétique (plus tard connu comme le « gouvernement populaire »). L'ultimatum et incorporation ultérieure de la Lituanie dans l’Union soviétique trouvaient son origine dans le pacte Molotov-Ribbentrop d’août 1939 qui divisait l'Europe de l'Est en deux sphères d'influence, une allemande et une russe. La Lituanie, avec la Lettonie et l'Estonie, tomba dans la sphère russe. Selon le traité d'assistance mutuelle soviéto-lituanien (en) d’octobre 1939, la Lituanie acceptait de permettre à quelque 20 000 soldats soviétiques de stationner sur plusieurs bases situées en Lituanie en échange d'une partie de la région de Vilnius. D’autres actions soviétiques, afin d’établir sa domination dans sa sphère d'influence, furent retardées par la guerre d'Hiver avec la Finlande et reprirent au printemps 1940, alors que l'Allemagne faisait de rapides progrès en Europe occidentale. Malgré la menace envers son indépendance, les autorités lituaniennes firent peu de choses pour se préparer aux imprévus et n'étaient pas préparées à l'ultimatum.
Avec des troupes soviétiques déjà stationnées dans le pays, selon le traité d'assistance mutuelle, il était impossible de mettre sur pied une résistance militaire efficace. Le 15 juin, la Lituanie accepta inconditionnellement l'ultimatum et perdit son indépendance. Les Soviétiques cherchèrent à montrer au monde que ce n'était pas une occupation militaire et une annexion, mais une révolution socialiste légitime, initiée par la population locale qui exigeait de se joindre à l'Union soviétique. En conséquence, les Soviétiques suivirent des procédures semi-légales : ils prirent le contrôle des institutions gouvernementales, installèrent un nouveau gouvernement fantoche et organisèrent des élections de façade (en) pour élire le Seimas populaire (en). Au cours de sa première session, le Seimas proclama la création de la République socialiste soviétique de Lituanie et demanda à être admis dans l'Union soviétique. La pétition fut officiellement acceptée par le Soviet suprême de l'Union soviétique, le 3 août 1940. Dans le même temps des processus presque identiques eurent lieu en Lettonie et en Estonie. La Lituanie ne devait pas regagner son indépendance jusqu'à la proclamation de l'Acte de rétablissement de l'État lituanien le 11 mars 1990.

## Contexte
Les États baltes de Lituanie, de Lettonie, d’Estonie faisaient partie de l'Empire russe au cours du XIXe siècle. Elles parvinrent à l'indépendance, à la suite de la Première Guerre mondiale. La montée de l'Allemagne nazie dans les années 1930 créa chez les Russes la crainte d'une invasion allemande. L'Union soviétique signa le pacte Molotov-Ribbentrop avec l'Allemagne en août 1939, en partie, en espérant retarder cette éventualité. L’Allemagne avait depuis peu initié la Seconde Guerre mondiale en envahissant la Pologne le 1er septembre. Les protocoles secrets du pacte, qui furent renforcées par le traité germano-soviétique d'amitié, de coopération et de démarcation du 28 septembre, répartissaient de grandes parties de l'Europe du Nord-Est entre les deux puissances, et affectaient la Lituanie à la sphère d'influence soviétique. Une délégation lituanienne fut invitée à Moscou, où elle signa le traité d'assistance mutuelle sovieto-lituanien (en) le 10 octobre 1939. Selon le traité, l'Union soviétique cédait une partie de la région de Vilnius, y compris l'importante ville de Vilnius, qu'elle avait acquise au cours de l'invasion de la Pologne, à la Lituanie en échange du droit de stationner jusqu’à 20 000 (la négociation initiale faisait état de 50 000) soldats soviétiques en Lituanie de façon permanente. Des sources soviétiques officielles (en) affirmaient que la présence de l'armée soviétique était nécessaire pour renforcer les défenses d'une nation faible contre une attaque possible de l'Allemagne nazie. En réalité, c’était la première étape vers l'occupation éventuelle de la Lituanie et fut décrite par le New York Times comme un « sacrifice virtuel de l'indépendance ».

Selon le traité d'entraide mutuel soviéto-lituanien, la Lituanie acceptait d'autoriser des bases militaires soviétiques (marqué avec des étoiles noires) en échange d'une partie de la région de Vilnius (en orange).

Malgré les pactes, les craintes de l'Union soviétique perdurèrent. Selon une position établie de longue date par les théoriciens militaires russes, le contrôle de la mer Baltique était crucial pour la défense de Saint-Pétersbourg, la deuxième plus grande ville de Russie et les États baltes offraient une zone tampon entre la Russie et l'Allemagne. Suivant cette stratégie, l'Union soviétique commença la guerre d'Hiver en Finlande après que ce pays eut rejeté un traité d'assistance mutuelle avec l’Union soviétique,. Staline était énervé par les succès allemands en Europe, car ils avaient envahi le Danemark, la Norvège, les Pays-Bas, la Belgique, le Luxembourg au printemps de 1940. Selon Nikita Khrouchtchev, après la chute de la France en mai, Joseph Staline exprima sa préoccupation qu’Adolf Hitler voudrait maintenant s’occuper de l’URSS.
La situation politique en Lituanie, cependant, resta stable entre octobre 1939 et mars 1940. Les Soviétiques ne s'immiscèrent pas dans les affaires intérieures de la Lituanie et les soldats russes se comportaient bien dans leurs bases. Le 29 mars 1940, le ministre des Affaires étrangères Viatcheslav Molotov prononça un discours devant le Soviet suprême de l'Union soviétique exprimant sa satisfaction quant à l'exécution des traités d'assistance mutuelle avec la Lituanie, la Lettonie et l'Estonie. Tandis que des politiciens lituaniens saluaient publiquement l'Union soviétique pour sa générosité et vantaient « l'amitié soviéto-lituanienne traditionnelle », en privé, ils avaient compris que ce traité était une grave menace pour l'indépendance lituanienne. L'attitude populaire se reflétait par le slogan « Vilnius – mūsų, Lietuva – rusų » (« Vilnius est nôtre, mais la Lituanie fait partie de la Russie »).
Le gouvernement lituanien débattait de ses options et discutait de la possibilité d’une occupation depuis novembre 1939. À cette époque, la Lituanie chargea Stasys Lozoraitis (en), Petras Klimas et Bronius Kazys Balutis (en) de préparer un mémorandum contenant des plans d'urgence. Ils conseillèrent le renforcement de l'armée, le transfert de fonds à l'étranger, le renforcement de l’Entente baltique de 1934 avec la Lettonie et l'Estonie, et d'enquêter sur l'établissement d'un gouvernement en exil. Bien que plusieurs résolutions aient été transmises, rien de tangible ne fut accompli. Pendant l'hiver 1940, les pays de l'Entente baltique discutèrent d’une plus grande coopération. Conscient de leur situation, les trois gouvernements rédigèrent leurs communications avec soin, mais les pourparlers seraient utilisés comme preuve que la Lituanie conspirait avec la Lettonie et l'Estonie en violation du traité d'assistance mutuelle.

## Augmentation des tensions

### Accusations initiales
Les tensions entre l'Union soviétique et la Lituanie s’accrurent avec les succès de l'Allemagne. À la mi-mars 1940, la guerre d'Hiver avec la Finlande était terminée et les Soviétiques pouvaient concentrer leur attention sur la prise de contrôle des États baltes. En avril, après que l'Allemagne eut occupé le Danemark, un envoyé lituanien à Moscou rapporta une hostilité croissante de diplomates russes. Au mois de mai, alors que la bataille de France battait son plein, les Soviétiques intensifièrent leur pression rhétorique et diplomatique. Le 16 mai, peu après l'invasion allemande du Luxembourg, de la Belgique et des Pays-Bas, le journal officiel soviétique Izvestia publia un article avertissant qu'il était naïf pour un petit pays d’opter pour la voie de la neutralité tandis que des géants se battaient pour leur survie. Entre le 18 mai et le 25 mai, des soldats russes déplacèrent du matériel militaire de Vilnius à Gaižiūnai, un endroit beaucoup plus proche du siège du gouvernement à Kaunas. La proximité de l'action eut un poids symbolique.
Le 25 mai, la veille de l’évacuation de Dunkerque, le ministre soviétique des Affaires étrangères Viatcheslav Molotov présenta une note diplomatique qui accusait le gouvernement lituanien de l'enlèvement de trois soldats soviétiques stationnés en Lituanie, conformément aux termes du traité d'assistance mutuelle. La note prétendait que deux soldats avaient été torturés pour obtenir des secrets militaires russes, mais avaient réussi à s'échapper, et que le troisième, Butayev, avait été assassiné. Plus tôt en mai, Butayev avait déserté son unité et avait été recherché par la police lituanienne. Une fois retrouvé, il se suicida. Le gouvernement lituanien répondit que les accusations étaient sans fondement, mais promit une enquête complète sur l'incident et convoqua une commission spéciale. Toutefois, les demandes de la Commission pour obtenir des informations détaillées, y compris des interrogatoires, des photos, des descriptions physiques, ou d'autres données qui pourraient faire avancer l'enquête, restèrent sans réponse,. La position officielle soviétique était que la Lituanie devait mener l'enquête seule et que ses demandes étaient une tentative de transférer la responsabilité sur les Russes.

### Négociations directes
Le 30 mai, les accusations furent réaffirmées, dans un communiqué officiel, publié par l’agence TASS, l'agence officielle soviétique. Le même jour, Stasys Lozoraitis (en), l'envoyé lituanien à Rome, fut autorisé à former un gouvernement en exil en cas d'occupation soviétique. La police lituanienne renforça la sécurité autour des bases soviétiques et arrêta 272 individus suspects, ce qui ne fit qu’attirer des critiques supplémentaires de harcèlement. Le ministre des Affaires étrangères Juozas Urbšys (en) offrit de régler la question par des négociations directes à Moscou. Molotov accepta de discuter, mais seulement avec le Premier ministre Antanas Merkys. Le 7 juin, Merkys arriva à Moscou. Les Soviétiques répétèrent leurs accusations d'enlèvement. D'autres accusations furent portées, y compris l'allégation selon laquelle le ministre de l'Intérieur Kazys Skučas (en) et le directeur du département de la Sécurité d'État Augustinas Povilaitis (en) avaient provoqué des soldats russes. Au cours de la deuxième réunion du 9 juin, Molotov accusa également le gouvernement lituanien de conspirer avec la Lettonie et l'Estonie et d'établir une union militaire secrète (en référence à l'Entente baltique), violant ainsi le pacte d'assistance mutuelle.
Le 10 juin, le gouvernement lituanien discuta des nouveaux développements. Il décida que Merkys devrait revenir à Kaunas, qu’Urbšys devrait apporter une note de retrait de l’Entente baltique, ainsi qu’une enquête complète sur l'incident et la démission de Skučas et Povilaitis. Une lettre personnelle du président Antanas Smetona au président du Présidium du Soviet suprême soviétique Mikhaïl Kalinine assura à nouveau que la Lituanie avait toujours honoré le pacte d'assistance mutuelle. La troisième et dernière rencontre entre Merkys, Urbšys et Molotov, le 11 juin, n’apporta pas de solution. Les Soviétiques continuaient d’apporter des charges auxquelles les Lituaniens ne pouvaient pas véritablement répondre,. Le 12 juin, Merkys, revenu en Lituanie, informa le gouvernement de la situation. Il fut décidé que Skučas devrait démissionner et Povilaitis serait immédiatement démis de ses fonctions. L’armée lituanienne reçut l’ordre de se mettre en alerte, mais aucun ordre de mobilisation ou de préparation ne furent émis. Les politiques lituaniens n'avaient pas bien compris la gravité de la situation et ne pensaient pas que les résultats seraient catastrophiques. Urbšys indiqua que les Soviétiques désapprouvaient fortement Merkys et son cabinet ; il suggéra qu'un nouveau gouvernement soit installé, peut-être dirigé par Stasys Raštikis (en), ancien commandant en chef de l'armée lituanienne. Une telle suggestion interféra avec les affaires intérieures de la Lituanie.

### Crise interne
Alors que Merkys et Urbšys négociaient à Moscou, l'opposition lituanienne vit une occasion de renverser le régime autoritaire de Smetona et l’Union nationale lituanienne (en). Le 12 juin, les chrétiens-démocrates et l’Union populaire agraire se réunirent et décidèrent de demander à Kazys Bizauskas et Juozas Audėnas (lt) de démissionner du cabinet, s'attendant à ce que ces démissions déclenchassent une crise de gouvernement. L'opposition voyait la pression soviétique comme un moyen d’évincer le régime de Smetona, de restaurer la démocratie et de préserver une certaine forme d'autonomie,. L’opposition espérait également convaincre Merkys, qui venait de rentrer de Moscou, de démissionner avec le reste du cabinet. Cependant, Merkys ne put être localisé, apparemment il se reposait dans sa propriété près de Kaunas. Cet épisode fut sévèrement critiqué par la suite comme une illustration de plusieurs faiblesses dans le gouvernement lituanien : il avait sous-estimé la menace posée par l'Union soviétique, il était désorienté pendant la crise et ses membres se focalisaient sur des intérêts partisans plutôt que sur les priorités nationales. Algirdas Julien Greimas décrivit plus tard, les actions de l'opposition comme une « danse joyeuse à côté du cadavre de l'État perdu ».

### Mouvements militaires
La mobilisation de l'Armée rouge avait débuté avant la dernière série de réunions à Moscou. Le 7 juin, l'Armée rouge reçut l'ordre de se préparer à une attaque contre la Lituanie. Le 5 juin, toutes les forces soviétiques dans la région de la Baltique furent placées sous le commandement de Semion Timochenko, commissaire du peuple à la Défense. Les Soviétiques rassemblèrent leurs forces sur la frontière orientale de la Lituanie dans l'actuelle Biélorussie; elles étaient composés de cinq divisions et d’unités de support des 3e et 11e armées. Les armées soviétiques comprenaient 221 260 soldats, mettant en œuvre 1 140 avions et 1 513 chars. La Lituanie abritait déjà 18 786 soldats soviétiques sur son territoire. À ce moment-là, l'armée lituanienne comprenait 28 005 soldats et possédait 118 avions. Les Soviétiques préparèrent des hôpitaux pour les blessés et des camps de prisonniers de guerre. Le 11 juin, sous le commandement du général Dmitri Pavlov, les Soviétiques finalisèrent leur plan d'attaque et affectèrent des tâches spécifiques à toutes les unités. Les ordres étaient de traverser la frontière silencieusement, d’utiliser les baïonnettes (des coups de feu seraient immédiatement remarqués) et de contourner les forces de défense afin d'occuper le territoire plus rapidement. Les Soviétiques s’attendaient à prendre le contrôle de l'ensemble du territoire en trois à quatre jours.
Dans la nuit du 14 juin, alors que le gouvernement lituanien discutait de l'ultimatum, les soldats soviétiques commencèrent leurs opérations à la frontière. Ils tirèrent sur un poste frontière près d’Alytus et tuèrent le policier Aleksas Barauskas. À d'autres moments les Soviétiques interrogèrent les gardes-frontières lituaniens et harcelèrent des civils, dans l'espoir de provoquer une riposte qui pourrait servir de justification à une attaque militaire de grande envergure.

## Ultimatum et acceptation

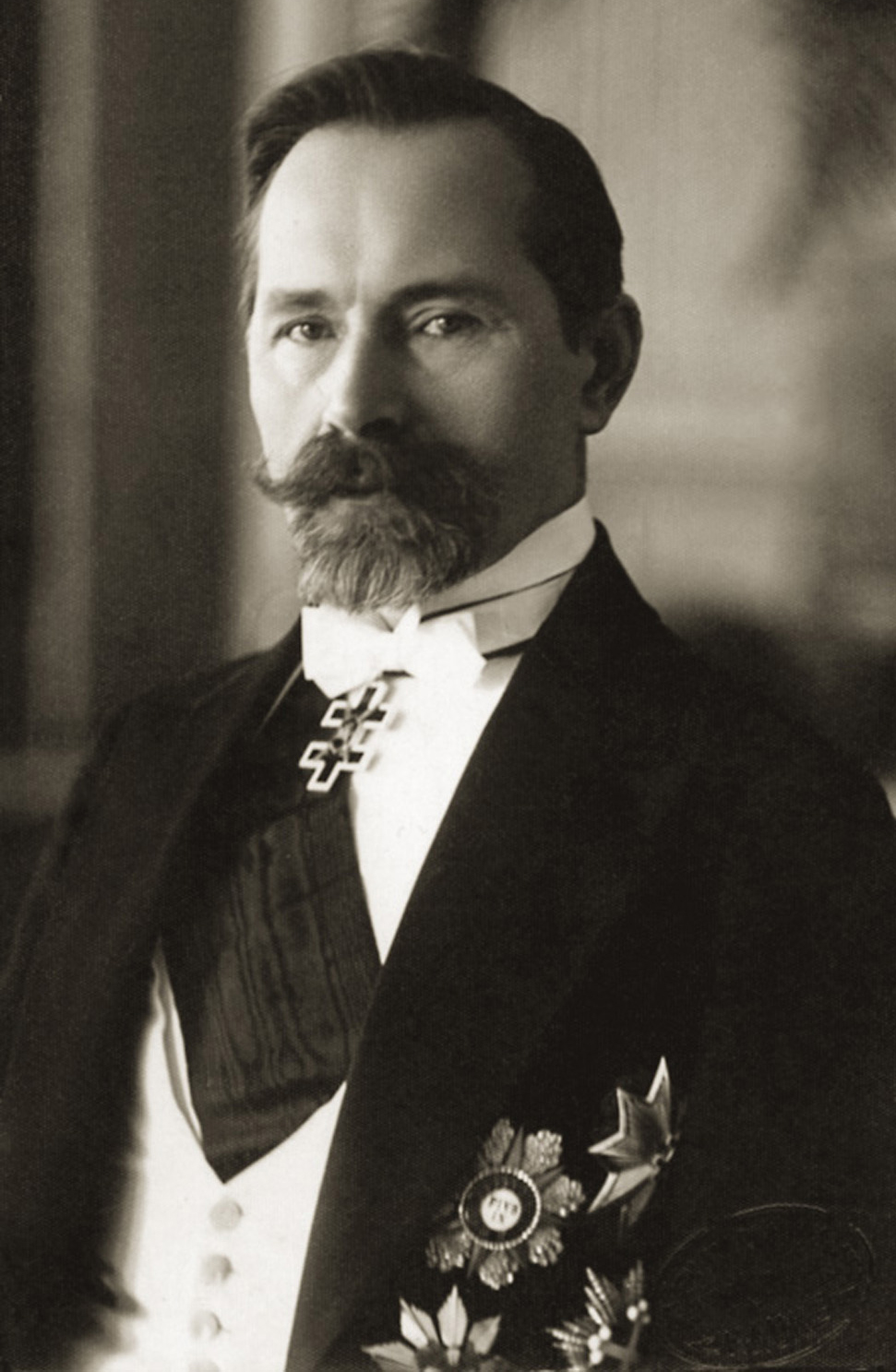
Le président lituanien Antanas Smetona fuit le pays peu de temps après l'acceptation de l'ultimatum.

Juste avant minuit, le 14 juin, alors que le monde se focalisait sur la capitulation imminente de Paris, Molotov présenta l'ultimatum à Urbšys à Moscou. Il réitérait les accusations antérieures d’enlèvement de soldats soviétiques et de conspiration avec la Lettonie et l'Estonie. L'ultimatum exigeait :
1. Que Skucas et Povilaitis soient jugés pour avoir ordonné l’enlèvement de soldats soviétiques ;
2. Qu’un gouvernement, plus capable d'adhérer au pacte d'assistance mutuelle, soit formé ;
3. Qu'un nombre non précisé, mais « suffisamment important » de soldats soviétiques soit autorisé à entrer sur le territoire lituanien ;
4. Qu’une réponse soit donnée le lendemain matin à 10 h 00.

Le gouvernement lituanien à qui on avait donné moins de 12 heures pour répondre, débattit de l’ultimatum au cours de la séance de nuit. Le président Antanas Smetona souhaitait une résistance militaire, même si elle était symbolique. Merkys et son adjoint Kazys Bizauskas pressaient pour son acceptation. Raštikis, comme potentiel chef d'un nouveau gouvernement, fut invité à la réunion. L’ancien et l’actuel commandant en chef militaire Raštikis et Vincas Vitkauskas (en) rapportèrent que la mise sur pied d'une résistance armée efficace, alors que les troupes soviétiques étaient déjà dans le pays et que l'armée lituanienne n'était pas mobilisée, était impossible. Merkys et son gouvernement démissionnèrent pour faire place à un nouveau gouvernement dirigé par Raštikis. La séance fut levée à 7 h 00 avec la décision d'accepter toutes les demandes russes sans exprimer de protestation ou de plainte. De l'avis de Raštikis, ces actions seraient inefficaces et ne feraient qu’attiser la colère des Russes.
À midi, les Lituaniens reçurent une réponse de Moscou affirmant que Raštikis n'était pas un bon candidat pour le poste de Premier ministre. Le choix d'un autre candidat serait supervisé par l'adjoint de Molotov, Vladimir Dekanozov. Merkys continua d’agir en tant que Premier ministre. Smetona, qui continuait d'être en désaccord avec la majorité de son gouvernement, décida de quitter le pays en signe de protestation et nomma Merkys comme président par intérim. En fin de soirée, le 15 juin, Smetona et le ministre de la Défense Kazys Musteikis (en) atteignirent Kybartai et traversèrent la frontière vers l'Allemagne, où ils obtinrent l'asile temporaire. Les gardes lituaniens ne leur permirent pas de passer, donc, Smetona dut traverser à gué la rivière Liepona. Le départ de Smetona travailla à l'avantage des Soviétiques ; son indignité le couvrit de ridicule et ils furent en mesure d'exploiter ces sentiments contre lui sans craindre qu'il ne fût considéré comme un martyr. En vertu de la Constitution lituanienne, Merkys devint président par intérim.
L'Armée rouge avait prévu d’entrer sur le territoire lituanien à partir de trois directions distinctes à 15 h 00 et avait reçu l’ordre de prendre le contrôle de Vilnius, Kaunas, Raseiniai, Panevėžys et Šiauliai. L'armée lituanienne reçut l’ordre de ne pas résister et de prolonger l’entente amicale ; l’armée de l'air reçut l’ordre de rester au sol. Le 16 juin, des ultimatums presque identiques furent émis à l’encontre de la Lettonie et de l'Estonie, mais ils eurent seulement huit heures pour répondre. Avec la Lituanie déjà aux mains des Soviétiques, la résistance armée en Lettonie ou en Estonie était encore plus futile. Les trois États furent occupés et perdirent leur indépendance.

## Conséquences

### Légitimation de l'occupation
Un des principaux objectifs de Dekanozov était l'organisation d'un gouvernement fantoche qui légitimerait l'occupation. Le 16 juin, le gouvernement lituanien, outrepassant son autorité, décida que l'émigration de Smetona était en fait une démission et accorda à Merkys les pleins pouvoirs de la présidence. Le 17 juin, Merkys nomma Justas Paleckis comme nouveau Premier ministre et confirma le nouveau gouvernement, connu sous le nom de gouvernement du peuple. Merkys et Urbšys alors démissionnèrent, tous deux seraient plus tard arrêtés et déportés en Russie. Paleckis assura la présidence et nomma l'écrivain Vincas Krėvė-Mickevičius comme Premier ministre. Le gouvernement du peuple comprenait plusieurs hommes politiques connus et des personnalités publiques pour rassurer le public sur le fait que le nouveau gouvernement n'était pas un outil de l'occupation soviétique, mais un simple remplacement du régime autoritaire de Smetona. Comme il y existait une forte opposition à Smetona, cela fut interprété par certains Lituaniens comme une destruction du pouvoir présidentiel plutôt que comme une perte d'indépendance.
Le 1er juillet, le gouvernement populaire dissout le quatrième Seimas de Lituanie (en) et annonça une élection de façade (en) pour un « Seimas populaire » qui devait se tenir le 14 juillet. Une nouvelle loi électorale fut adoptée le 5 juillet. Cette loi, en violation de la constitution, précisait que seul un candidat pouvait se présenter pour chaque siège disponible au parlement. Elle avait également été rédigée de manière à limiter efficacement le terrain au Parti communiste de Lituanie et à ses partisans. Les résultats officiels entachés de fraude montrèrent un taux de participation de 95,51 % et un soutien à hauteur de 99,19 % pour les délégués communistes. Officiellement, cependant, 39 des délégués élus étaient communistes et 40 étaient des indépendants. Lors de sa première session, le 21 juillet, le Parlement proclama la création de la République socialiste soviétique de Lituanie et demanda au Soviet suprême de l'Union soviétique d’accepter cette nouvelle république dans l'Union. Une délégation lituanienne de vingt membres présenta la demande d’incorporation à Moscou le 1er août. La pétition fut acceptée le 3 août et la Lituanie devint la 14e république de l'Union soviétique.

### Soviétisation de la Lituanie
Immédiatement après l'occupation, le nouveau gouvernement commença à mettre en œuvre une politique de soviétisation de la politique, de l’économie et de la vie sociale. Le 1er juillet, toutes les organisations culturelles et religieuses sont interdites. Le Parti communiste de Lituanie — avec quelque 1 500 membres et sa branche jeunesse furent désignés comme les seules entités politiques légitimes. Avant les élections au Seimas populaire (en), les Soviétiques arrêtèrent environ 2 000 des militants politiques les plus importants. Ces arrestations paralysèrent l'opposition. La répression se poursuivit et s’intensifia. On estime que 12 000 personnes furent emprisonnées car « ennemis du peuple » au cours de l'année suivant l’annexion. Entre le 14 juin et 18 juin 1941, moins d'une semaine avant l'invasion nazie, quelque 17 000 Lituaniens furent déportés en Sibérie, où beaucoup périrent en raison des conditions de vie inhumaines (voir la Déportation de juin),.
Toutes les banques (y compris tous les comptes de dépôt crédité de plus de 1 000 litas), le patrimoine immobilier de plus de 170 m2 et les entreprises privées employant plus de 20 travailleurs ou ayant un chiffre d'affaires de plus de 150 000 litas furent nationalisées. Cette perturbation dans la gestion et la production créa une forte chute de la production. Le litas lituanien fut artificiellement dévalué à trois à quatre fois moins que sa valeur réelle et retirée en mars 1941. La baisse de la production, combinée à des dépenses massives de roubles appréciés par les soldats et les fonctionnaires russes, provoqua des pénuries généralisées. Toutes les terres furent nationalisées; les plus grandes fermes furent réduites à 30 ha (0,30 km2), et quelque 575 000 ha (soit 5 750 km2) de terres furent distribués aux petits agriculteurs. Pour mettre à dos les petits paysans contre les grands propriétaires terriens, la collectivisation ne fut pas introduite en Lituanie. En préparation d’une éventuelle collectivisation, les taxes agricoles furent augmentées de 50 à 200 % et des réquisitions supplémentaires massives en nature furent décidées. Certains agriculteurs furent incapables de payer les nouvelles taxes exorbitantes, et environ 1 100 des plus importants furent traduits en justice.

### Occupation nazie
Le 22 juin 1941, l'Allemagne nazie envahit l'Union soviétique et en une semaine prit le contrôle de toute la Lituanie. Au début, les Allemands furent accueillis comme des libérateurs du régime soviétique oppressif. Les Lituaniens espéraient que les Allemands rétabliraient leur indépendance ou au moins leur permettraient une certaine autonomie (similaire à celle de la République slovaque). Sous la direction du Front des activistes lituaniens, les Lituaniens s’engagèrent dans le soulèvement de juin (anti-soviétique et pro-nazi), créèrent un gouvernement provisoire de courte durée et déclarèrent leur indépendance. Cependant, les Allemands ne reconnurent pas le gouvernement provisoire et établirent leur propre administration civile, le Reichskommissariat Ostland. Lorsque l'Armée rouge reprit le contrôle de la Lituanie à l'été 1944-janvier 1945, les partisans lituaniens commencèrent une lutte armée contre la deuxième occupation soviétique. On estime que 30 000 partisans et sympathisants des partisans furent tués pendant la guerre de guérilla entre 1944 et 1953.

## Impacts et conséquences
Bien qu’infructueux, le soulèvement de juin démontra que de nombreux Lituaniens étaient déterminés à être indépendants. La Lituanie déchanta avec le régime nazi et organisa la résistance, notamment avec le Comité suprême pour la libération de la Lituanie, mais l'Union soviétique restait l’« ennemi public numéro un ». La perception des Lituaniens que le judéo-bolchevisme était impliqué dans l'occupation renforça les attitudes antisémites et contribua à la participation lituanienne dans l'Holocauste, notamment de la part de la police de sécurité lituanienne,.
L'acceptation de l'ultimatum reste un sujet très controversé en Lituanie. Les observateurs critiquent l’armée lituanienne, qui avait consommé 20 % du budget de l'État et qui n’avait même pas montré une résistance symbolique qui aurait invalidé les affirmations soviétiques selon lesquelles la prise de contrôle était une « révolution socialiste » et un changement légitime de gouvernement. D'autres critiquent le gouvernement pour son inaction : il disposait de huit mois pour mettre sur pied des plans d'urgence. Outre une éventuelle résistance armée, des options diplomatiques subsistaient, le gouvernement lituanien aurait pu rejeter l'ultimatum, se retirer à l'étranger et former un gouvernement en exil reconnu. L'historien Alfonsas Eidintas (en) souligne un manque de compréhension du public des risques encourus. Les nouvelles négatives sur les Soviétiques étaient censurées et même les politiciens ne croyaient pas que l'ultimatum signifierait une perte totale de l'indépendance. Un autre débat porte sur l'absence d'effusion de sang. En acceptant l'ultimatum, le gouvernement a pu éviter la perte de vie humaine à l'époque, mais sa soumission peut également avoir encouragé plus tard la répression soviétique. La fédération de Russie, l'État successeur de l'Union soviétique, continue de contester les événements entourant l'ultimatum et que les années suivantes que la Lituanie a passé comme une république socialiste soviétique constituent une occupation,.